# 蘭德峰
80°6′S 159°30′E / 80.100°S 159.500°E
蘭德峰（英語：Rand Peak）是南極洲的山峰，位於奧次地，屬於不列顛嶺中內布拉斯加峰的一部分，海拔高度1,510米，該山峰現時由南極條約體系管理。